# Axiopsis werribee
Axiopsis werribee är en kräftdjursart som beskrevs av Gary C.B. Poore och Griffin 1979. Axiopsis werribee ingår i släktet Axiopsis och familjen Axiidae. Inga underarter finns listade i Catalogue of Life.